# Amyema preissii
Amyema preissii é uma espécie de visco, uma planta epifítica, hemiparasitária da família Loranthaceae. É nativa da Austrália, onde foi registada em todos os estados do continente. As flores são vermelhas e podem ir até aos 26 mm de comprimento. As frutas são brancas ou cor-de-rosa, com a forma de uma esfera de 8-10 mm de diâmetro. O seu habitat é floresta esclerófila e bosques onde é frequentemente encontrada em Acácias. Na Península Bellarine, em Victoria, os seus anfitriões incluem acacia uncifolia, acácia dourada e Allocasuarina verticillata. As suas sementes pegajosas são comidas e dispersas por pequenas aves.